# (18112) Jeanlucjosset
(18112) Jeanlucjosset est un astéroïde de la ceinture principale.

## Description
(18112) Jeanlucjosset est un astéroïde de la ceinture principale. Il fut découvert le 5 juillet 2000 à la station Anderson Mesa par le programme LONEOS. Il présente une orbite caractérisée par un demi-grand axe de 2,55 UA, une excentricité de 0,25 et une inclinaison de 12,1° par rapport à l'écliptique.

## Compléments